# Höfuðborgarsvæðið
Höfuðborgarsvæðið, oftewel de "Hoofdstedelijke Regio" of de "Regio Groot-Reykjavik" is een van de acht regio's van IJsland. Het heeft 191.612 inwoners (in 2006) en een oppervlakte van 1.042 km², waarmee het verreweg de dichtstbevolkte regio van IJsland is en bijna twee derden van de IJslandse bevolking herbergt. De regio omvat de regionale en nationale hoofdstad Reykjavik en haar voorsteden.

## Beschrijving
Reykjavik zelf ligt op het 8 kilometer lange en 5 kilometer brede schiereiland Seltjarnarnes. Het landschap heeft veel kleine heuvels en een centraal dal, Laugardalur. Aan de noordkust van Seltjarnarnes is een kleine baai met de naam Reykjavik, waaraan het historische centrum en de oudste delen van de stad Reykjavik zijn gelegen.
De ontwikkelingen van de laatste decennia hebben het historische centrum ver van het centrum van het stedelijke gebied gebracht. In feite is het geografische centrum in Kópavogur, de grootste voorstad van Reykjavik. Vijf van de zes voorsteden hebben zich in de afgelopen 70 jaar ontwikkeld. Uitzondering is Hafnarfjörður, een oude vissersplaats.
De meeste inwoners van de regio wonen of op het schiereiland Seltjarnarnes of in een van de drie voorsteden van Reykjavik. Elke van deze voorsteden is onafhankelijk gepland en ertussen liggen grote, bijna ongebruikte ruimtes. Deze voorsteden zijn Breiðholt, de zuidelijkste en grootste voorstad, Árbær, de kleinste voorstad en Grafarvogur. Grafarholt is ook een voorstad, maar is zo klein dat het gewoonlijk tot Grafarvogur wordt gerekend.

## Bestuurlijke indeling
De hoofdstedelijke regio is onderverdeeld in 8 gemeentes.
| Code-Nr. | Gemeente                | Aantal inwoners (2006) | Oppervlakte [km²] | Bevolkingsdichtheid [Inw./km²] | Grote plaats  |
| -------- | ----------------------- | ---------------------- | ----------------- | ------------------------------ | ------------- |
| 0000     | Reykjavíkurborg         | 116.446                | 268               | 434,5                          | Reykjavík     |
| 1000     | Kópavogsbær             | 27.536                 | 80                | 344,2                          | Kópavogur     |
| 1100     | Seltjarnarnesbær        | 4.467                  | 2                 | 2233,5                         | Seltjarnarnes |
| 1300     | Garðabær                | 9.529                  | 71                | 134,2                          | Garðabær      |
| 1400     | Hafnarfjarðarkaupstaður | 23.674                 | 165,6             | 153,4                          | Hafnarfjörður |
| 1603     | Sveitarfélagið Álftanes | 2.278                  | 5                 | 455,6                          | Bessastaðir   |
| 1604     | Mosfellsbær             | 7.501                  | 189               | 39,7                           | Mosfellsbær   |
| 1606     | Kjósarhreppur           | 181                    | 284               | 0,6                            |               |

Austurland · Höfuðborgarsvæðið · Norðurland eystra · Norðurland vestra · Suðurland · Suðurnes · Vestfirðir · Vesturland